# Фелікс з Панева
Фелікс з Панева, чи Фелікс Паньовський (іноді Паневський, ? — 14 вересня 1488) — польський шляхтич гербу Годземба, військовик, урядник Королівства Польського. Представник роду Паневських (Паньовських).

## Життєпис

Варіант гербу Годземба

Походив з куявської гілки Годзембів, з родини, яка володіла селом Панево (Нешавський повіт).
У 1440—1444 роках перебував в оточенні короля Владислава ІІІ Варненчика в Угорщині, тоді отримав від нього чотири «заставні» листи. Протягом наступних двадцяти років відомо, що був на службі в короля Угорців М. Корвіна, командував ротами найманців поляків, сілезян. За Яном Длугошом, наприкінці липня 1463 року на чолі 500-кінного відділу вершників-поляків брав участь у битві з турками над річкою Савою, відбив 17000 (?!) бранців «ясиру». 1465 року через невиплату винагороди разом з найманцями (переважно поляками) захопив кілька місцевостей на півночі Угорщини. Похід-відповідь угорців на чолі з Емериком та Штефаном Запольями, сплюндрування ними Спіської землі ледь не призвели до польсько-угорської війни.
1466 року перейшов на службу до короля Польщі. Польський дослідник Здзіслав Сперальський вважає його гетьманом найманого війська Корони останніх років 13-літньої війни. 1474 року став чорштинським старостою. Восени 1474 року брав участь у виправі короля Казимира IV на Сілезію з метою відбити напад короля Угорщини М. Корвіна. 1476 року: вперше згаданий жидачівським старостою; король зобов'язався або повернути 1000 угорських золотих до 19 лютого 1477, або надати йому право інтромісії на Долину, на доходи з «жуп», мита (пол. cło). Через неповернення суми став долинським старостою, підтверджений на посаді 24 червня 1479. Перед цим отримав посаду бургграфа Кракова. Перед 25 лютого 1483 став сандомирським стольником. 1483 року король надав дозвіл на викуп маєтності пол. Ścieniawa (Стрийський повіт) від Міхала Верцінського.
Після війни в Сілезії був висланий королем для організації оборони «Русі», яка сильно потерпіла від нападу татар 1482 року. 1484 року отримав Кам'янецьке та Стрийське староства. Після захоплення турками Білгорода, Кілії 1484 року був призначений гетьманом найманих військ Корони. Приготовляв виправу коронних військ під командуванням Казимира IV Ягеллончика до Молдавії для підтримки господаря Штефана III. 1485 року отримав вакантну посаду львівського каштеляна після смерті Яна Олесніцького 21 березня 1485; 12 січня 1487 вперше згаданий на посаді. 1486 року організовував оборону сходу Корони через напад татар.
Помер 14 вересня 1488, був похований у костелі домініканців у Познані, тут зберігся його надгробок.

## Отримані від короля записи, надання
- 17 грудня 1474 отримав дозвіл короля на викуп Жидачева з прилеглостями за 3063 угорських золотих від краківського каштеляна Яна Пілецького.
- 29 вересня 1485 в Снятині: 1000 угорських золотих на замку та місті Жидачеві, місті Долині; зобов'язання короля повернути 1000 угорських золотих (до 1 січня 1486)
- 12 січня 1487 на сеймі в Пйотркуві — по 300 угорських золотих на замку в Стрию та належних до нього селах, на місті Жидачеві з селами, 400 гривень та 50 злотих польських — на замку Чорштина з селами.

## Сім'я
Його дружиною була Кристина — угорка, родичка короля М. Корвіна (за даними Б. Папроцького). Діти:
- Аукт («Збожний»), Ян (званий Янда), Єжи, Якуб; король затвердив їх посідання державлених батьком староств, вони неподільно керували Жидачівським, Стрийським, Долинським, Чорштинським староствами
- Вацлав (4-й син); 1505 року за згодою короля викупив частину стрийських та жидачівських маєтків від братів, виплативши належну їм квоту
- Барбара — дружина Рафала Гумніцького (бургграфа Кракова), Станіслава Пеньонжка з Вітовиць.